# Pseudocarcinus gigas
Pseudocarcinus gigas is een krabbensoort uit de familie van de Menippidae. De wetenschappelijke naam van de soort werd in 1818 voor het eerst geldig gepubliceerd door Jean-Baptiste de Lamarck.